# 全脂奶

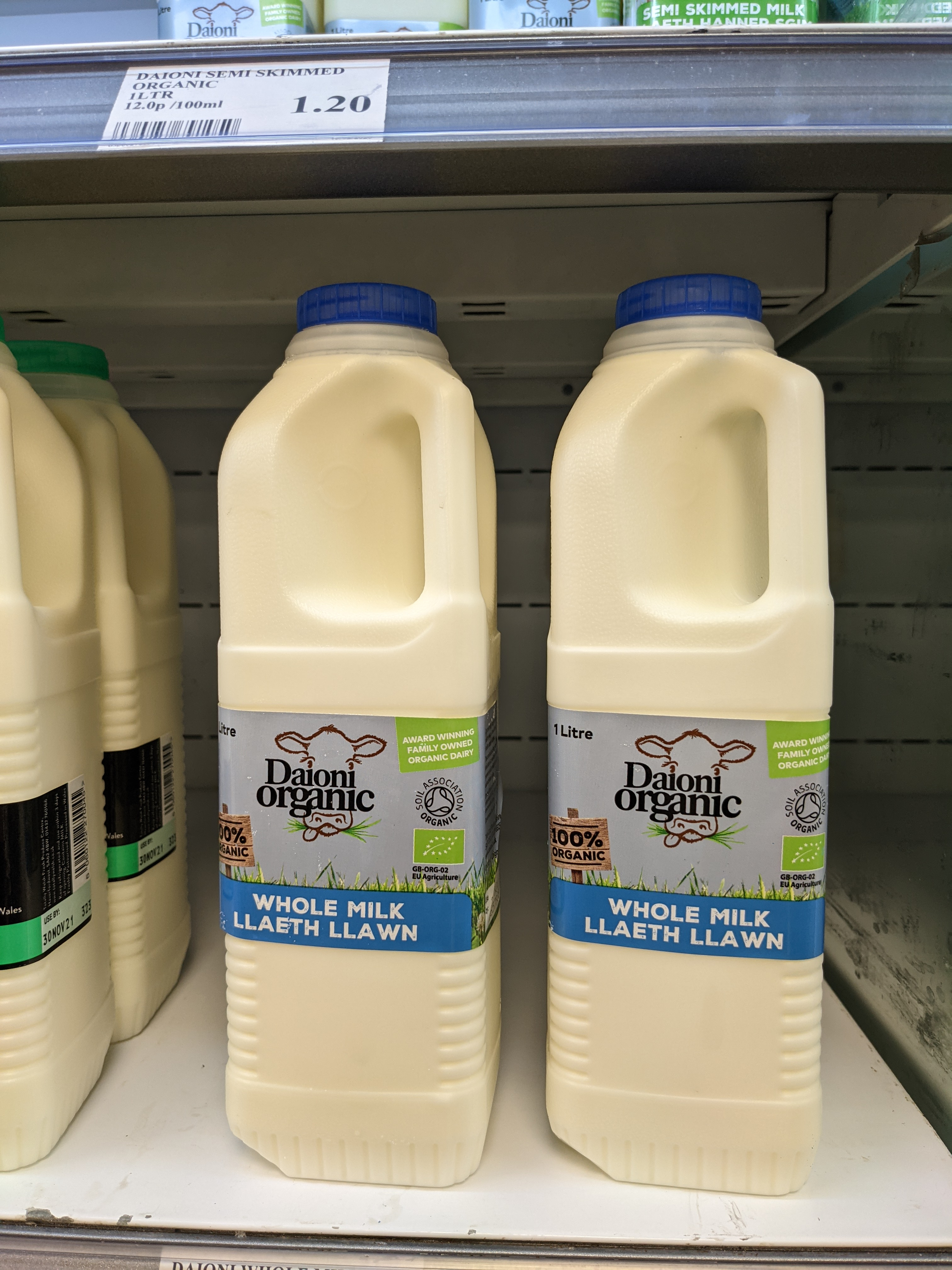
一盒全脂奶

全脂奶是未脱脂的奶，其乳脂肪含量較脱脂乳要高。

## 标准
- 在台灣，依中華民國國家標準CNS 3056的定義，全脂鮮乳乳脂肪含量3.0％以上未滿3.8％[1]

- 在欧盟，全脂奶的脂肪含量为3.5%[2]